# Небојша Гудељ
Небојша Гудељ (Требиње, 23. септембар 1968) је бивши српски фудбалер. Играо је на позицији левог бека. Његови синови Немања и Драгиша су такође фудбалери.

## Каријера
Гудељ је каријеру почео у Леотару из родног Требиња, а искуство у сениорском фудбалу стицао је другој лиги, где је за овај клуб стандардно наступао. У лето 1991. године је потписао за Партизан. Дебитовао је на првој такмичарској утакмици у сезони (у купу, против Игмана са Илиџе) и статус стартера који је добио на том мечу, задржао је све три године колико је провео у клубу. Са Партизаном је освојио две титуле првака Југославије (1993, 1994) као и два Купа (1992. и 1994). Гудељ је за Партизан укупно одиграо 212 утакмица (од тога 98 првенствених, 26 у Купу Југославије и 1 у УЕФА такмичењима) и постигао 14 голова (8 првенствених).
Отишао је лета 1994. године у шпанског прволигаша Логроњес, код тренера Благоја Пауновића са којим је претходно сарађивао у Партизану. Стандардно је наступао за Логроњес али је клуб те сезоне испао из Примере. Остао је у клубу још годину дана играјући у Сегунди да би затим годину дана провео у још једном друголигашу Леганесу. Године 1997. прешао је у НАК Бреду, где ће провести наредних осам сезона, накупивши за то време 246 првенствених наступа (једну сезону, додуше, играли су у другој лиги). Каријеру је завршио у Спарти из Ротердама, у сезони 2005/06, забележивши, у својој 38. години, чак 31 наступ.
Од новембра 2012. па до октобра 2014. године, био је тренер свог бившег клуба НАК Бреде.

## Трофеји
Партизан
- Првенство СР Југославије (2): 1992/93, 1993/94.
- Куп СР Југославије (2): 1991/92, 1993/94.